# Christiaan Eijkman

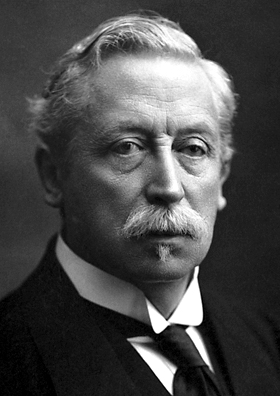
Eijkman

Christiaan Eijkman, född 11 augusti 1858 i Nijkerk Nederländerna och död i Utrecht 5 november 1930, var en nederländsk hygieniker och militärläkare.
Eijkman blev 1883 militärläkare på Java och deltog i Winkler och Pekelharings vetenskapliga expedition för utforskandet av sjukdomen beriberi. 1898 blev han professor i hygien vid universitetet i Utrecht. Eijkman var genom sina studier av beriberi en av vitaminlärans grundläggare. Han visade att sjukdomen experimentellt kunde framkallas hos höns, om de ensidigt utfodrades med polerat ris, under det att tillsats av riskli förhindrade sjukdomens uppkomst eller botade en redan utbruten sådan. Härmed var det visat, att fröhöljen och grodd innehöll speciella ämnen, som saknades i frövitan. Först senare kom dessa att kallas B-vitamin. Genom Eijkmans insatser blev det möjligt att framgångsrikt behandla sjukdomen. Han erhöll Nobelpriset i medicin 1929, tillsammans med Frederick Hopkins. 
Asteroiden 9676 Eijkman är uppkallad efter honom.